# Alrik Sandberg
Alrik Mikael Sandberg (Eskilstuna, 3 aprile 1885 – Saltsjöbaden, 26 febbraio 1975) è stato un lottatore svedese, specializzato nella lotta greco-romana.

## Biografia
Originario di Eskilstuna, fu tesserato per la Djurgårdens Idrottsförening, polisportiva dell'isola di Djurgården a Stoccolma. 
Rappresentò la Svezia ai Giochi olimpici estivi di Stoccolma 1912, dove fu eliminato al secondo turno del torneo dei pesi massimi, dopo essere stato schienato dai finlandesi Adolf Lindfors e Uuno Pelander.